# Heartland
Heartland is het derde album van de Canadese indierockmuzikant Owen Pallett, dat werd uitgebracht op 11 januari 2010 door Domino Records. In tegenstelling tot zijn andere werk, dat werd uitgegeven onder de naam Final Fantasy, is dit het eerste album van Pallett wat is uitgegeven onder zijn eigen naam. Dit is namelijk Palletts eerste album dat werd uitgegeven in Japan en om verwarring met de gelijknamige videospelserie en risico's op inbraak van auteursrechten te voorkomen werd gekozen voor zijn eigen naam. Pallett heeft verklaard te zijner tijd hetzelfde te doen met zijn andere werk.

## Tracklist
| 1.                 | Midnight Directives               |      |
| 2.                 | Keep the Dog Quiet                | 3:10 |
| 3.                 | Mount Alpentine                   | 0:49 |
| 4.                 | Red Sun No. 5                     | 3:41 |
| 5.                 | Lewis Takes Action                | 2:54 |
| 6.                 | The Great Elsewhere               | 5:50 |
| 7.                 | Oh Heartland, Up Yours!           | 4:07 |
| 8.                 | Lewis Takes Off His Shirt         | 5:08 |
| 9.                 | Flare Gun                         | 2:21 |
| 10.                | E is for Estranged                | 5:25 |
| 11.                | Tryst with Mephistopheles         | 6:53 |
| 12.                | What Do You Think Will Happen Now | 2:38 |
| Totale duur: 46:40 |                                   |      |

| Nr. | Titel                                    | Duur |
| --- | ---------------------------------------- | ---- |
| 13. | Midnight Directives (Max Tundra Remix)   |      |
| 14. | Keep the Doq Quiet (Simon Bookish Remix) |      |

## B-kantjes
"A Watery Day"